# Entephria altivoltans
Entephria altivoltans är en fjärilsart som beskrevs av Eugen Wehrli 1926. Entephria altivoltans ingår i släktet Entephria och familjen mätare. Inga underarter finns listade i Catalogue of Life.